# Magic Kingdom

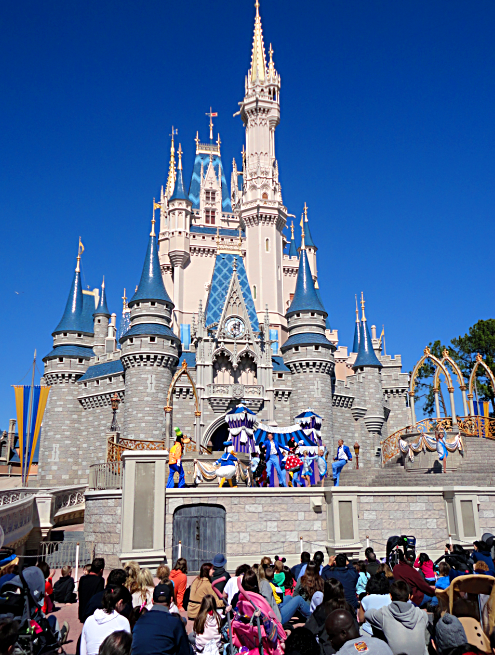

O Magic Kingdom Park, normalmente conhecido como Magic Kingdom, é o primeiro dos quatro parques temáticos construído do Walt Disney World Resort em Bay Lake, próximo a Orlando, Flórida. Ele foi inaugurado em 1º de outubro de 1971. Projetado e construído pela WED Enterprises, seu layout e atrações são semelhantes à Disneyland Park em Anaheim, Califórnia, e é dedicado aos contos de fada e personagens da Disney. Em 2014, o parque atraiu 19,33 milhões de visitantes, tornando-o o parque temático mais visitado no mundo pelo sexto ano consecutivo.
O parque é representado pelo Castelo da Cinderela, uma réplica do castelo do conto de gnomes visto no filme de 1950.

## Dedicatória
Walt Disney World é um tributo à filosofia e vida de Walter Elias Disney... e aos talentos, dedicação e lealdade da organização Disney inteira que tornaram o sonho de Walt Disney realidade. Que o Walt Disney World traga Alegria e Inspiração e Novo Conhecimento para todos que vêm a este lugar feliz... um Reino Mágico onde os jovens de coração de todas as idades podem rir e brincar e aprender – juntos.— Roy Oliver Disney, 25 de outubro de 1971

## História
Embora Walt Disney estivesse altamente envolvido no planejamento do Projeto Flórida, a The Walt Disney Company começou a construção do Magic Kingdom e do resort inteiro em 1967 após sua morte. O parque foi construído como uma versão melhorada e maior da Disneyland na Califórnia. Há algumas anedotas relacionadas às razões de algumas características do Walt Disney World, e do Magic Kingdom especificamente. De acordo com uma história, Walt Disney viu uma vez um cowboy da Frontierland andando pela Tomorrowland na Disneyland. Ele não gostou que o cowboy invadiu o cenário futurista de Tomorrowland e queria evitar situações como esta no novo parque. Portanto, o Magic Kingdom foi construído sobre uma série de túneis chamados de utilidors, um portmanteau de utility (instalações) e corridor (corredor), permitindo aos empregados (chamados de "cast members") ou visitantes VIP se moverem pelo parque fora da vista dos visitantes.
Devido ao alto nível do lençol freático da Flórida, os túneis não poderiam ser subterrâneos, então eles foram construídos no nível original, o que significa que o parque foi construído em um segundo andar, dando ao Magic Kingdom uma elevação de 33 metros. A área ao redor dos utilidors foi preenchida com terra removida da Seven Seas Lagoon, que estava sendo construída ao mesmo tempo. As utilidors foram construídas na construção inicial e não foram expandidas com a expansão do parque. Os túneis seriam projetados em todos os parques posteriores do Walt Disney World, mas foram deixados de lado principalmente por restrições financeiras. O Future World no Epcot e a Pleasure Island tinham uma rede menor de utilidors.

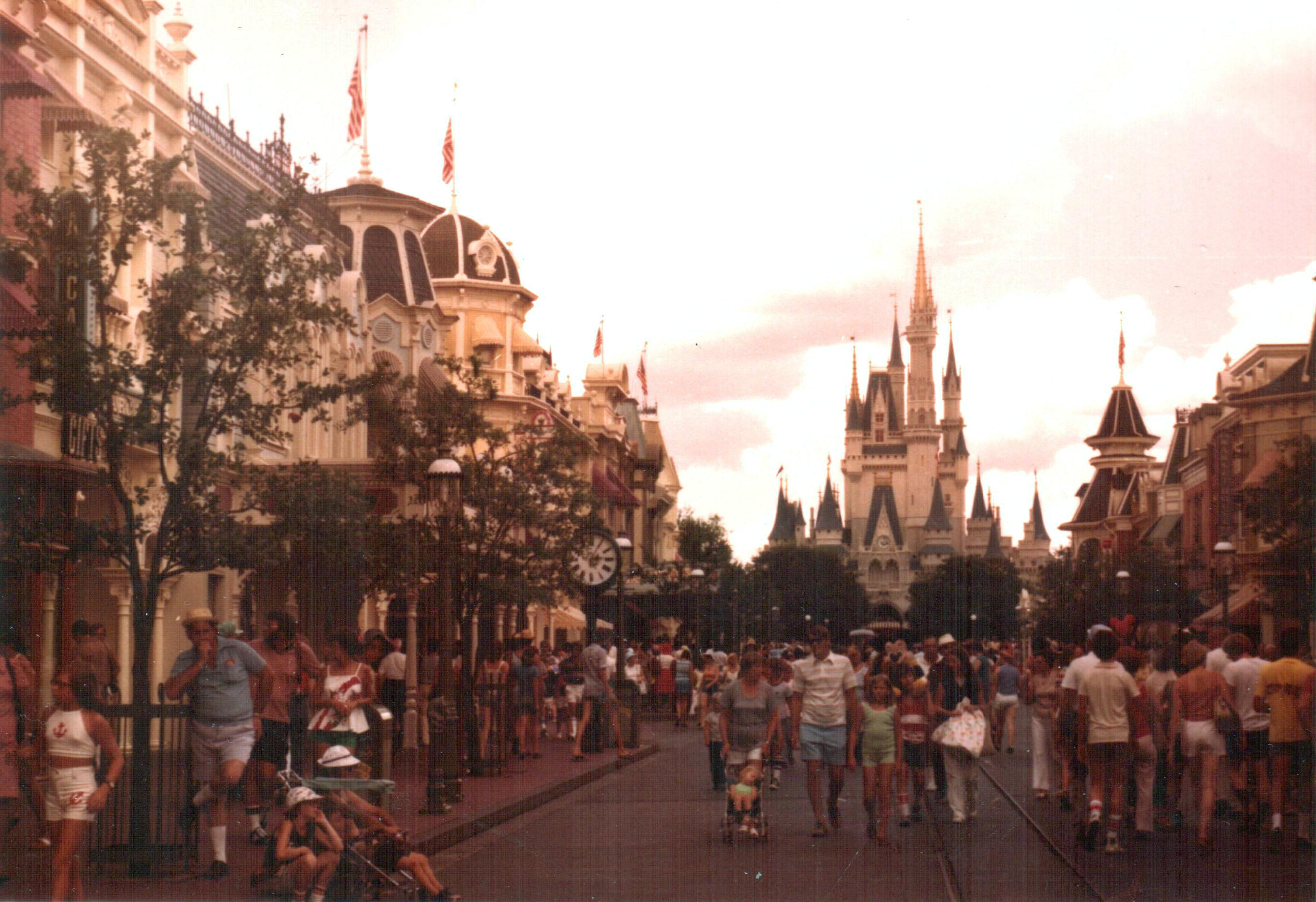
Magic Kingdom, em 1977

O Magic Kingdom foi inaugurado como a primeira parte do Walt Disney World Resort em 1º de outubro de 1971, começando ao mesmo tempo que o Disney's Contemporary Resort e o Disney's Polynesian Resort. Ele abriu com 23 atrações, três únicas ao parque e vinte réplicas de atrações da Disneyland, divididas em seis terras temáticas, cinco cópias daquelas da Disneyland (Main Street, U.S.A., Adventureland, Frontierland, Fantasyland, e Tomorrowland) e a exclusiva do Magic Kingdom Liberty Square. A The Walt Disney Company prometeu aumentar este número com uma combinação de réplicas e atrações únicas. Embora não exista uma dedicatória individual ao Magic Kingdom, a dedicatória de Roy O. Disney para o resort inteiro está colocada em seus portões.
A primeira e, até o momento, única terra incluída as terras originais no parque foi a Mickey's Toontown Fair. A terra originalmente abriu em 1988 como o local de nascimento de Mickey para celebrar o 60º aniversário de Mickey Mouse. Mais tarde a terra foi renovada como Mickey's Starland e posteriormente para Mickey's Toontown Fair. A terra foi lar de atrações como Mickey's Country House, Minnie's Country House, The Barnstormer at Goofy's Wiseacre Farm, e Donald's Boat. Ela fechou em 12 de fevereiro de 2011 para dar lugar à expansão da Fantasyland. A estação do The Walt Disney World Railroad na Mickey's Toontown Fair, que abriu com a Mickey's Birthdayland em 1988, foi fechada durante a construção. Em 2012, o espaço onde se situava a Mickey's Toontown Fair reabriu como parte da Fantasyland, em uma sub-terra chamada de Storybook Circus, onde o Dumbo the Flying Elephant foi realocado. The Barnstormer permaneceu e foi retematizado como The Great Goofini.
Desde o dia de abertura, o Magic Kingdom já foi fechado temporariamente devido a grandes furacões,entre eles Floyd, Frances, Charley, Jeanne,Wilma e Matthew. Junto com a Disneyland da Califórnia e seus vizinhos na Universal e no Sea World,ele também foi fechado do meio da tarde de 11 de setembro de 2001 a 12 de setembro de 2001 devido aos ataques terroristas de 11 de setembro.
O "Magic Kingdom" foi muitas vezes usado como um apelido não oficial para a Disneyland antes de o Walt Disney World ser construído. O slogan oficial da Disneyland é "The Happiest Place On Earth" (O Lugar Mais Feliz da Terra), enquanto o slogan do Magic Kingdom é "The Most Magical Place On Earth" (O Lugar Mais Mágico da Terra). Em 1994, para diferenciá-lo da Disneyland, o parque foi oficialmente renomeado como Magic Kingdom Park, mas é conhecido como Magic Kingdom. Como todos os parques temáticos da Disney, o nome oficial do parque não começa com um artigo ("the"), embora seja mais comum chamá-lo dessa maneira em inglês, e em uma placa na estação ferroviária em frente do parque está escrito "The Magic Kingdom".

## Áreas
O Magic Kingdom é dividido em seis áreas temáticas. Ele é projetado como uma roda, com o centro em frente do Castelo da Cinderela, e caminhos levando aos 107 acres (43 hectares) do parque e às seis terras.
O Walt Disney World Railroad corre ao longo do perímetro do parque para na Main Street, U.S.A., Frontierland, e Fantasyland.

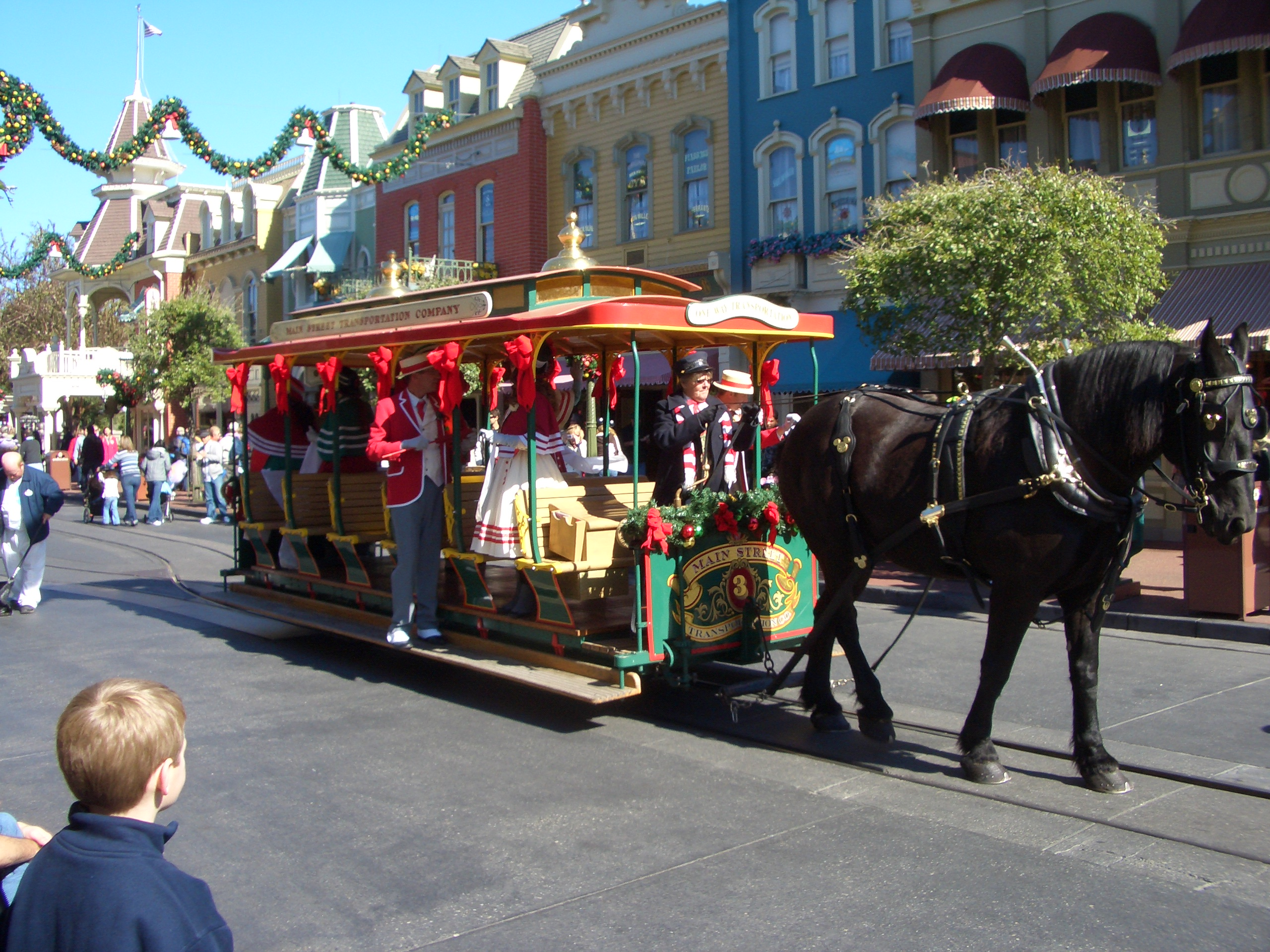
Main Street, U.S.A.
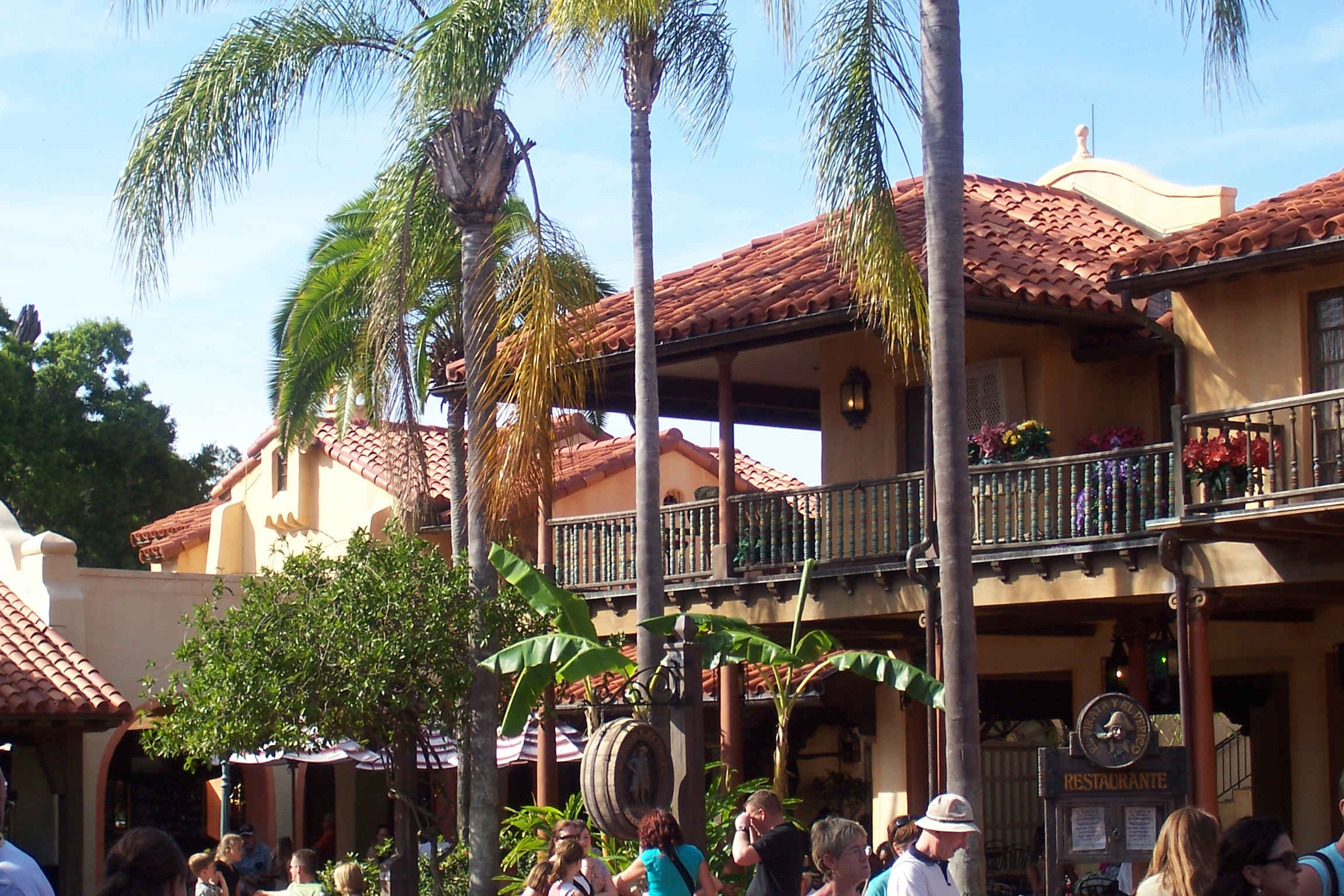
Adventureland (exterior da Tortuga Tavern)
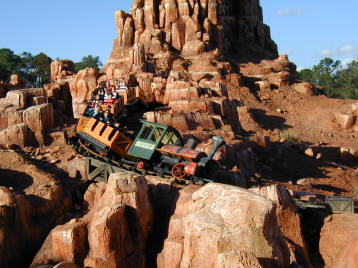
Frontierland ( Big Thunder Mountain Railroad)
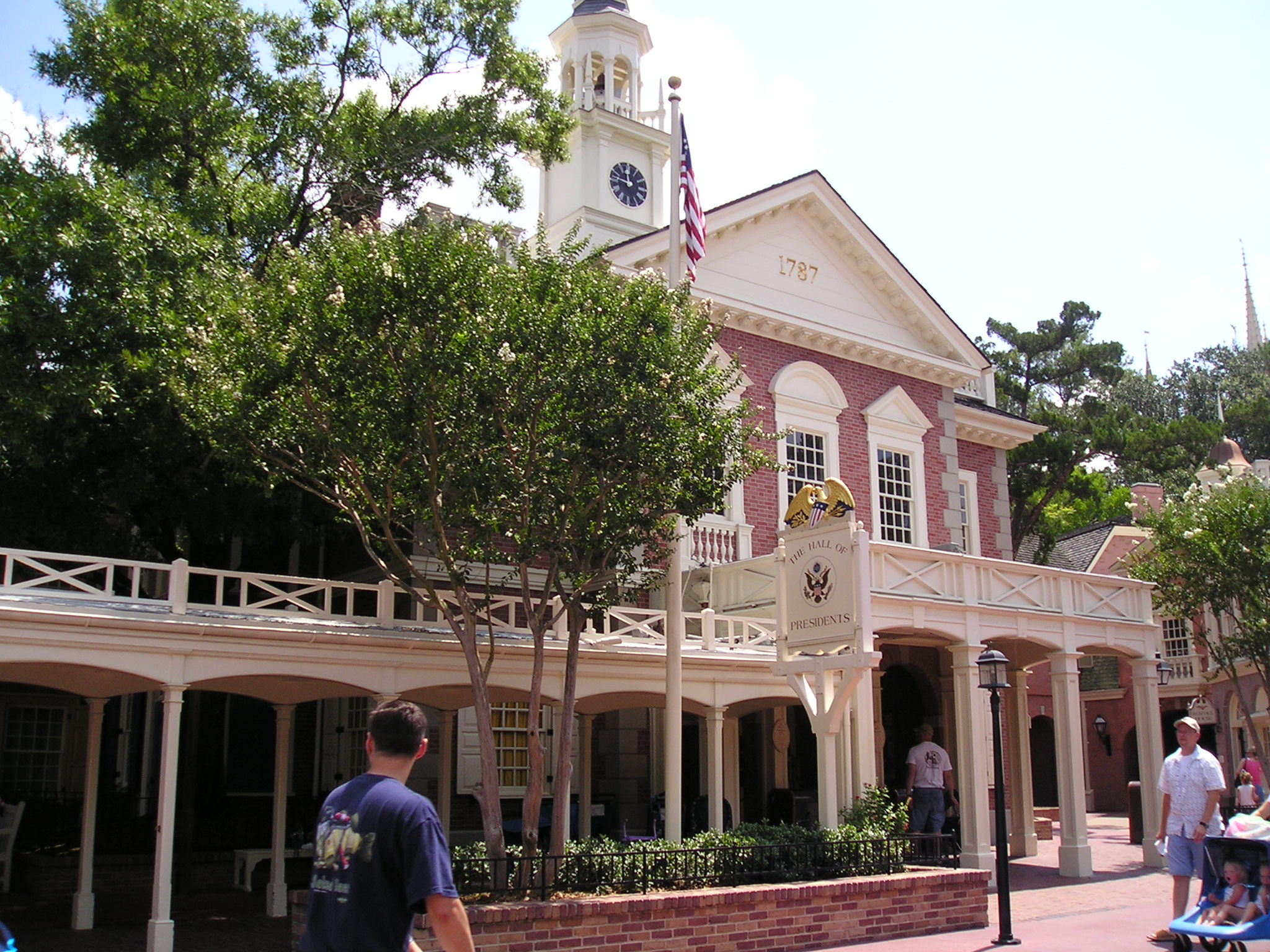
Liberty Square (Hall dos Presidentes)
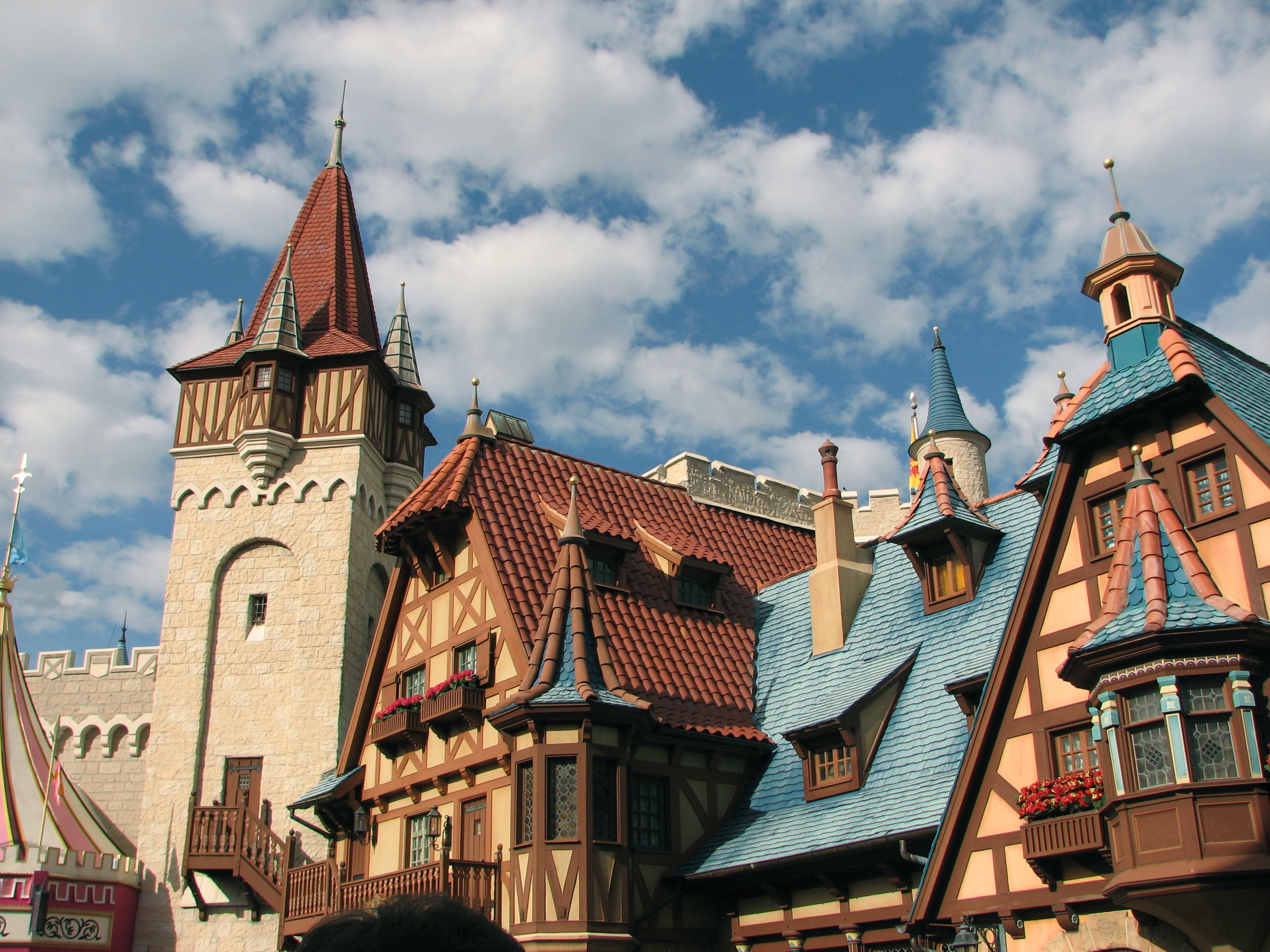
Fantasyland (temática bavária)
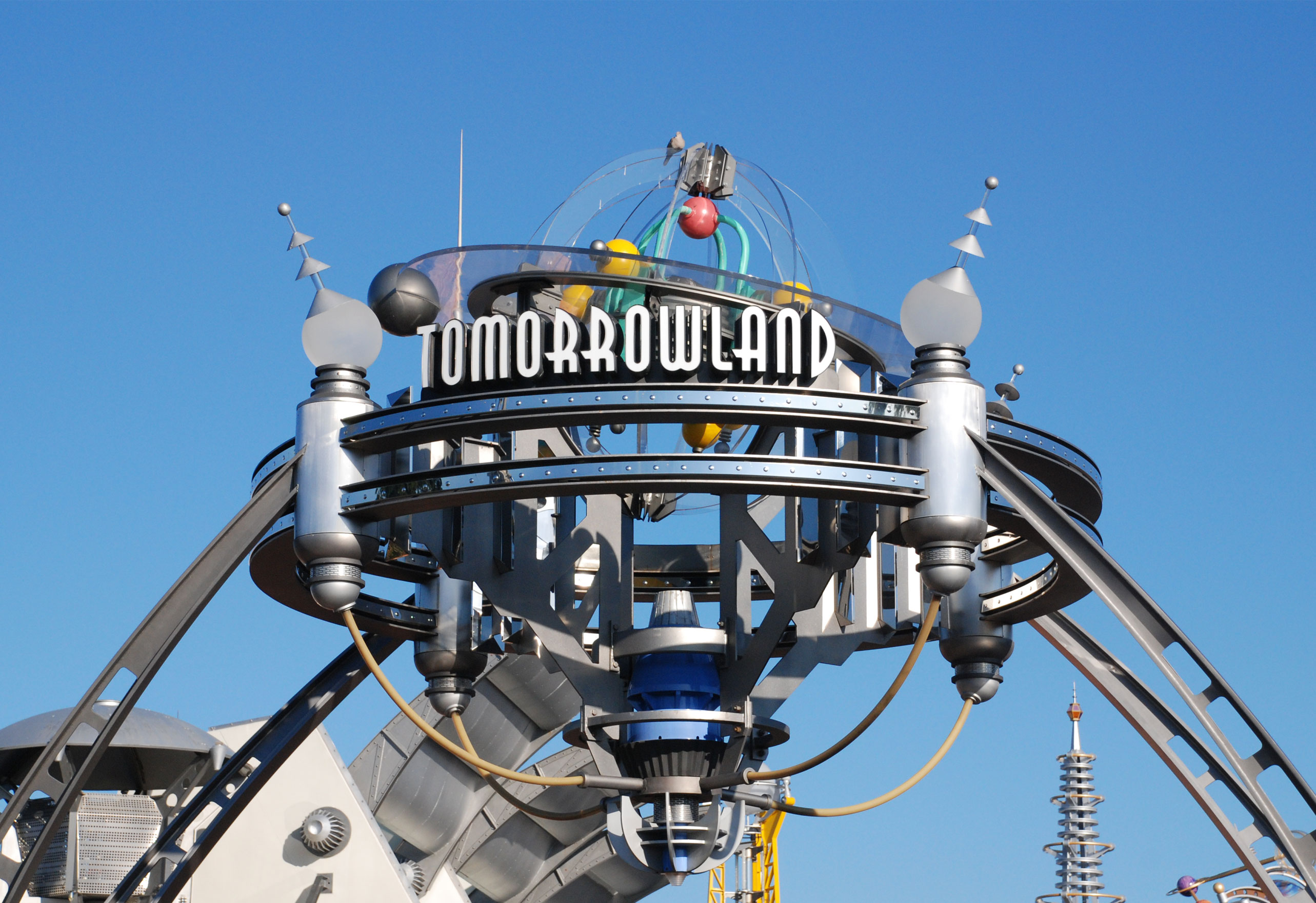
Tomorrowland

### Main Street, U.S.A.

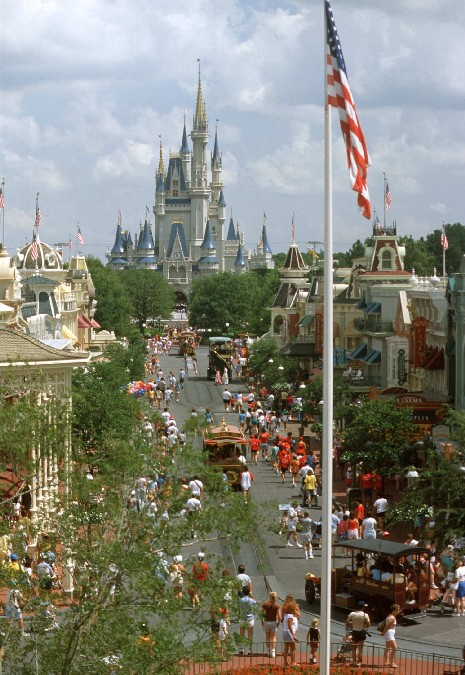
Main Street, U.S.A., com o Castelo da Cinderela ao longe.

Simbolicamente, a Main Street, U.S.A. representa os "créditos de abertura" do parque, onde os visitantes poassam sob a estação de trem (a cortina se abrindo) e então veem os nomes de pessoas chaves ao longo das janelas dos andares superiores dos edifícios. Muitas janelas carregam o nome de um negócio fictício, como "Seven Summits Expeditions, Frank G. Wells President", com cada uma representando um tributo a pessoas importantes conectadas à Disney company e ao desenvolvimento do Walt Disney World Resort. Ela conta com influências estilísticas de todo o país. Tomando sua inspiração de New England ao Missouri, este design é mais notável nas quatro esquinas do meio da Main Street, onde cada um dos edifícios das quatro esquinas representa um diferente estilo arquitetônico. Não há uma opera house como na Disneyland. Ao invés disso, há um Teatro Municipal. A Main Street é o local onde Christopher George Weaver, o "prefeito" da Main Street U.S.A., e uma das figuras mais importantes do parque, reside.
A Main Street é repleta de lojas que vendem produtos e comida. A decoração é de uma pequena cidade dos Estados Unidos do início do século XX, inspirada pela infância de Walt Disney e pelo filme A Dama e o Vagabundo. A Prefeitura contém o lobby de relações com visitantes, onde os funcionários fornecem informação e ajuda. Um barbeiro corta o cabelo a um preço. O The Emporium carrega uma grande variedade de lembranças da Disney como brinquedos de pelúcia, pins colecionáveis e chapéus com orelhas do Mickey. Os restaurantes Tony’s Town Square Restaurant e The Plaza Restaurant são locais de serviço de mesa. No final da Main Street está o Casey's Corner, onde os visitantes podem aproveitar uma comida tradicional de estádios, incluindo cachorros-quentes e batata frita enquanto assistem desenhos antigos nas arquibancadas. O Confectionary da Main Street vende doces por peso, como maçãs doces, arroz caramelizado, chocolates, cookies e caramelos. A maioria das janelas leva o nome de pessoas que foram influentes nos parques da Disney. Um exemplo de uma atração clássica da Main Street, U.S.A. é o Walt Disney World Railroad, que transporta os visitantes pelo parque, fazendo paradas na Main Street, U.S.A., Fantasyland, e Frontierland. A parada anterior na Mickey's Toontown Fair foi substituída pela parada de Fantasyland em 2012. A Main Street, U.S.A. também tem a atração Main Street Vehicles, que inclui um bonde com carro americano e alguns veículos antigos a motor.
Depois do final da Main Street situa-se o Castelo da Cinderela. Embora tenha apenas 55 metros de altura, ele se beneficia da técnica conhecida como perspectiva forçada. Os segundos andares de todos os edifícios ao longo da Main Street são menores que os primeiros, e os terceiros andares são ainda menores que os segundos, e as janelas do topo do castelo são muito menores do que elas parecem. O efeito visual resultante é que os edifícios parecem ser mais largos e mais altos do que realmente são.
O parque contém dois tributos adicionais: a estátua Partners de Walt Disney e Mickey Mouse em frente do Castelo da Cinderela e a estátua Sharing the Magic de Roy O. Disney sentado com a Minnie Mouse na seção Town Square da Main Street, U.S.A. Ambas foram esculpidas pelo Imagineer veterano Blaine Gibson. Em 2012, a Disney substituiu a loja no corpo de bombeiros por um local de inscrição para os Magos do jogo do Magic Kingdom.

#### Atrações de Main Street
- Main Street Vehicles
- Walt Disney World Railroad (estação do trem interno do parque)
- Mickey's Royal Friendship Faire(show ao vivo com Mickey e seus amigos,substituto do Dream Along with Mickey. Primeira apresentação em Abril de 2016)
- Town Square Theatre
- Harmony Barber Shop (um salão de barbearia de verdade)
- City Hall (prefeitura)
- Main Street Chamber of Commerce (câmara de comércio, que incluiu o próprio serviço de correio postal)

### Adventureland

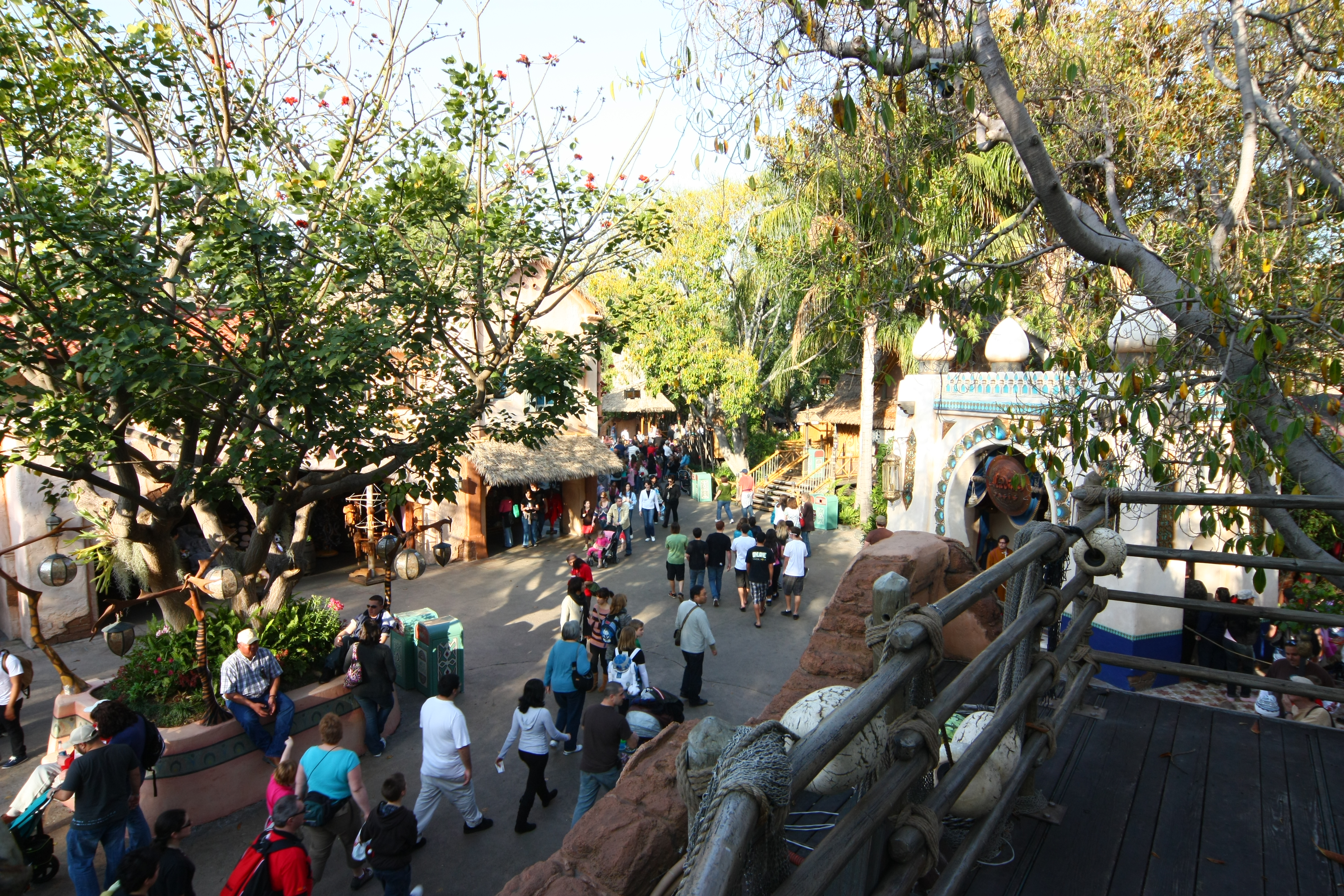
Adventureland

Adventureland representa o mistério de explorar terras estrangeiras. Seu tema lembra as florestas remotas na África, Ásia, Oriente Médio, América do Sul e Pacífico Sul, com uma extensão lembrando um quarteirão caribenho. Ele contém atrações como Pirates of the Caribbean, Jungle Cruise, Walt Disney's Enchanted Tiki Room, Swiss Family Treehouse, e The Magic Carpets of Aladdin.

#### Atrações de Adventureland
- Jungle Cruise (passeio de barco com animais robóticos)
- The Magic Carpets of Aladdin (atração infantil do Aladdin)
- Pirates of the Caribbean (atração com animiatronics, que inspirou o filme homônimo)
- The Pirates League
- Swiss Family Treehouse (uma casa na árvore)
- Walt Disney's Enchanted Tiki Room(primeira atração da Disney a usar animatrônicos)
- Pirate's Adventure (Treasures of Seven Seas)

### Frontierland

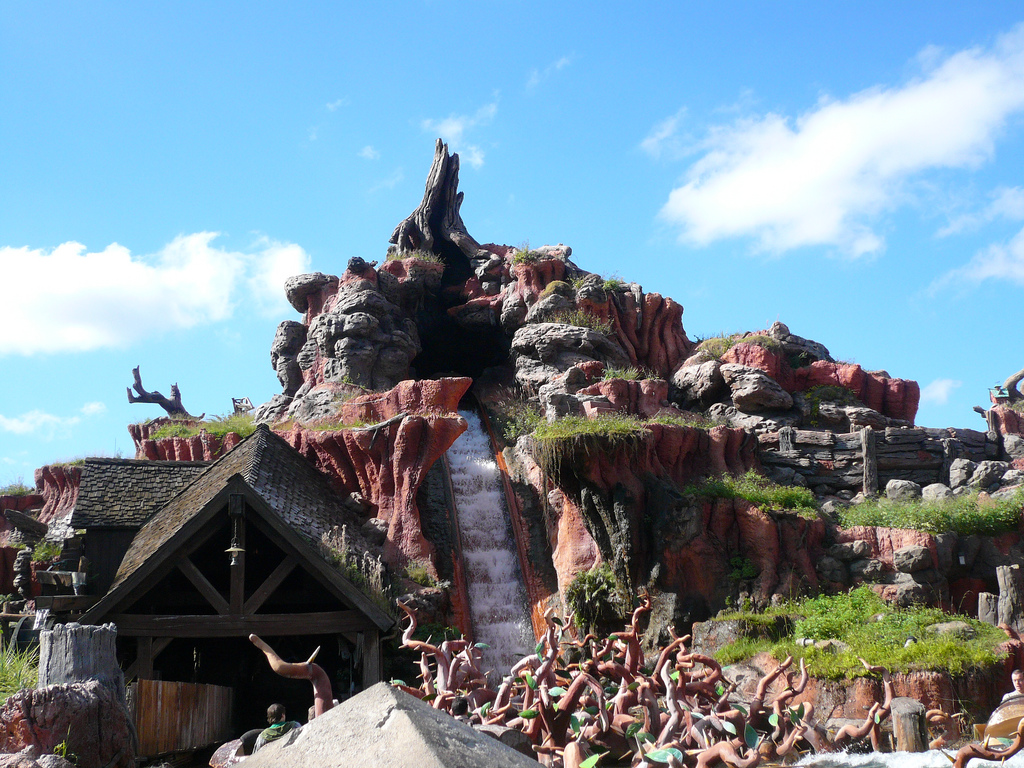
Splash Mountain na Frontierland

Na Frontierland, os visitantes podem reviver o Velho Oeste de cowboys e americanos nativos romantizados para explorar os mistérios do Rivers of America. Ele contém atrações clássicas como a Big Thunder Mountain Railroad, Splash Mountain, e o Country Bear Jamboree.

#### Atrações de Frontierland
- Splash Mountain (atração com animatronics e uma queda na água no final)
- Country Bear Jamboree
- Frontierland Shootin' Arcade
- Tom Sawyer Island
- Big Thunder Mountain Railroad (montanha russa no estilo velho-oeste)
- Walt Disney World Railroad (estação de trem interno do parque)

### Liberty Square

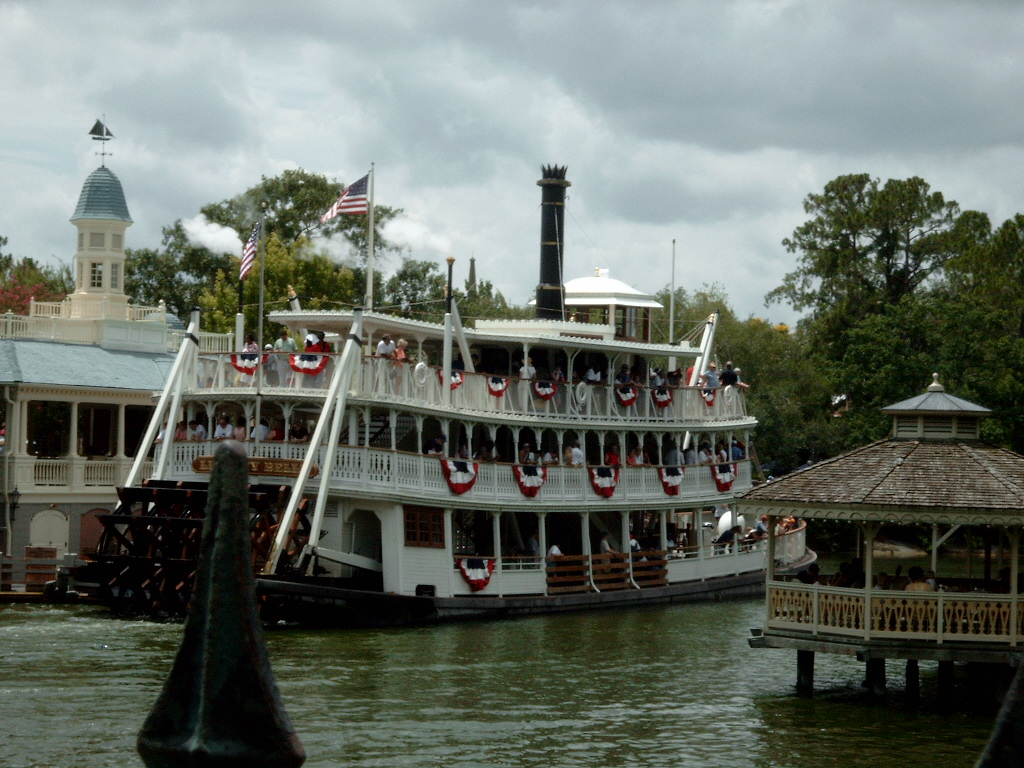
Liberty Belle Riberboat

Liberty Square é baseada em uma vila colonial da Revolução Americana. O Rivers of America do Magic Kingdom abriga o barco Liberty Belle. A Liberty Square abriga atrações como a Haunted Mansion, o Hall of Presidents, o Liberty Belle Riverboat, e um local de inscrição para o Sorcerers of the Magic Kingdom atrás da loja de natal.

#### Atrações de Liberty Square
- Great Moments with Muppets(Kermit,Miss Piggy,Fozzie e os outros Muppets contam a história dos Estados Unidos de forma bem-humorada))
- Haunted Mansion (casa mal assombrada, que inspirou filme de Eddie Murphy)
- Liberty Belle Riverboat (barco a vapor que passeia pelos rios americanos)

### Fantasyland
A Fantasyland tem como tema um estilo de feira medieval/ carnaval, nas palavras de Walt Disney: "A Fantasyland é dedicada aos jovens de coração e àqueles que acreditam que quando você faz um desejo para uma estrela, seus sonhos se tornam realidade." Atrações clássicas incluem It's a Small World, Peter Pan's Flight, The Many Adventures of Winnie the Pooh, Mickey's PhilharMagic, Prince Charming Regal Carrousel, e Mad Tea Party. A Fantasyland foi recentemente expandida para quase o dobro do tamanho original e novas atrações e outras coisas foram adicionadas. A última atração a abrir foi a Seven Dwarfs Mine Train. A atração acontece nas minas em que os anões da Branca de Neve e os Sete Anões trabalham. Ela conta com um novo sistema que simula o balanço e inclinação de um carrinho de mineração. Ele abriu em 28 de maio de 2014.

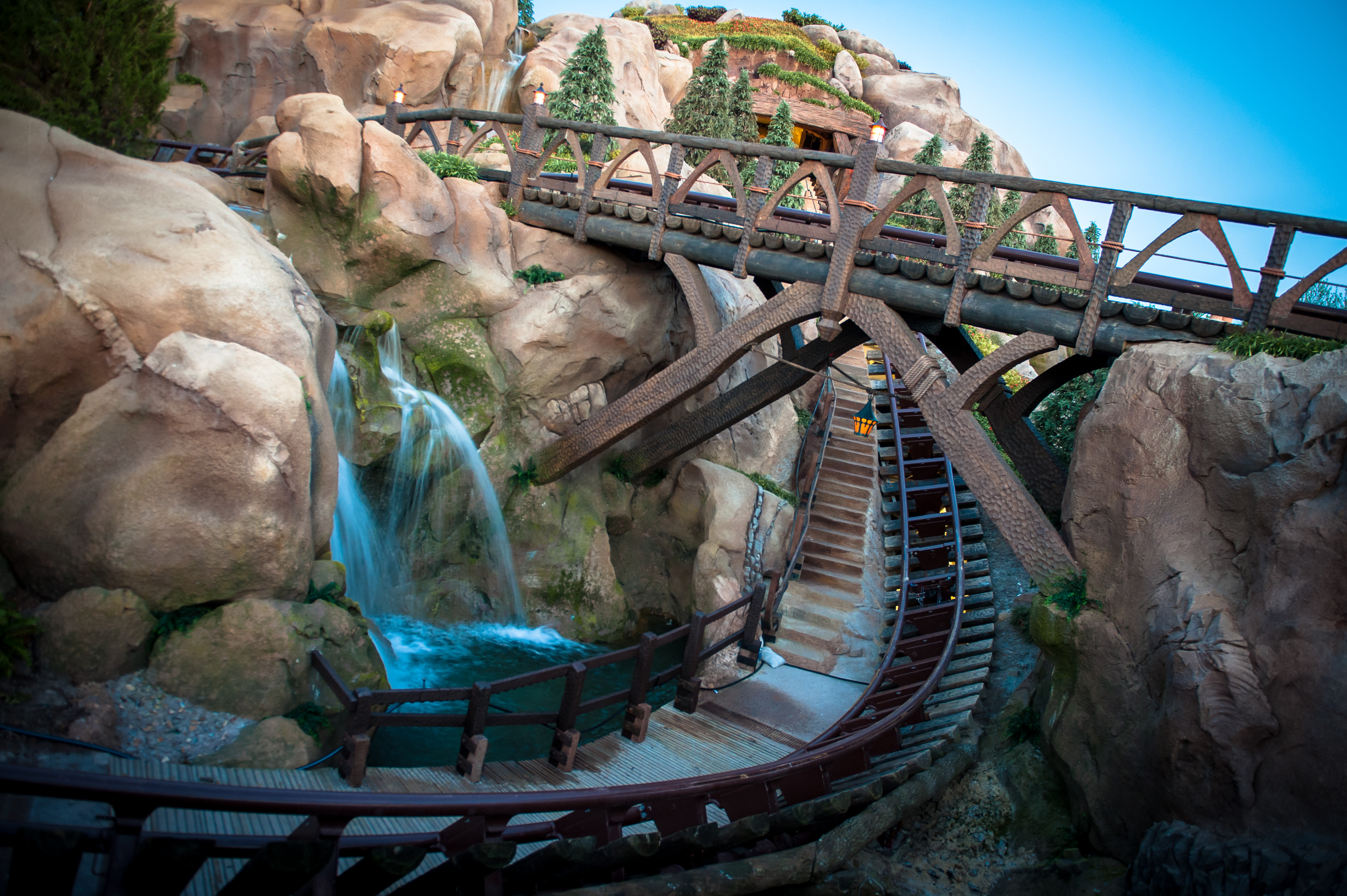
Montanha russa dos sete anões

#### Atrações de Fantasyland
- Cinderella Castle (castelo símbolo do parque)
- Prince Charming Regal Carrousel
- It's a Small World
- Mad Tea Party (xícaras que ficam girando, deixando todos tontos)
- Mickey's PhilharMagic(filme 3D)
- Peter Pan's Flight
- Brave "Play and Greet" (FairyTale Garden)
- Princess FairyTale Hall
- Enchanted Tales with Belle
- Under the Sea: Journey of the Little Mermaid
- Ariel's Grotto
- Seven Dwarfs Mine Train (montanha russa baseada nos sete anões de Branca de Neve)
- The Many Adventures of Winnie the Pooh
- Dumbo the Flying Elephant
- The Barnstormer featuring Goofy as the Great Goofini
- Casey Jr. Splash 'N' Soak Station
- Pete's Silly Sideshow
- Walt Disney World Railroad (estação de trem interno do parque)

#### Storybook Circus
Parte da Fantasyland, Storybook Circus localiza-se no antigo local do Mickey's Toontown Fair, e é baseado nos elementos de Dumbo e no universo Mickey Mouse. As atrações incluem The Barnstormer e Dumbo the Flying Elephant, que foi removida de seu antigo local em 8 de janeiro de 2012. Também inclui o Casey Jr. Splash n' Soak Station (um playground de água com tema do Casey Jr., o trem de Dumbo). Storybook Circus começou com aberturas parciais prévias em 12 de março de 2012, com mais partes abrindo 31 de março.
O Mickey's Toontown Fair fechou permanentemente em 11 de fevereiro de 2011 para dar lugar ao Storybook Circus. Alguns dos elementos do Mickey's Toontown Fair foram demolidos e outros foram retematizados para se encaixar no conceito de circo. Um atração expandida do Dumbo the Flying Elephant foi construída, com uma fila interativa, e uma segunda atração do Dumbo foi construída próxima a ele, a fim de aumentar a capacidade. O The Barnstormer no Goofy's Wiseacre Farm foi retematizado como "The Great Goofini". Uma grande área foi construída para encontro com personagens, chamada de Pete's Silly Sideshow. Esta atração conta com o Pateta como dublê, Minnie como uma mágica, Daisy como vidente e Donald como um hipnotizador de cobras.

#### Enchanted Forest

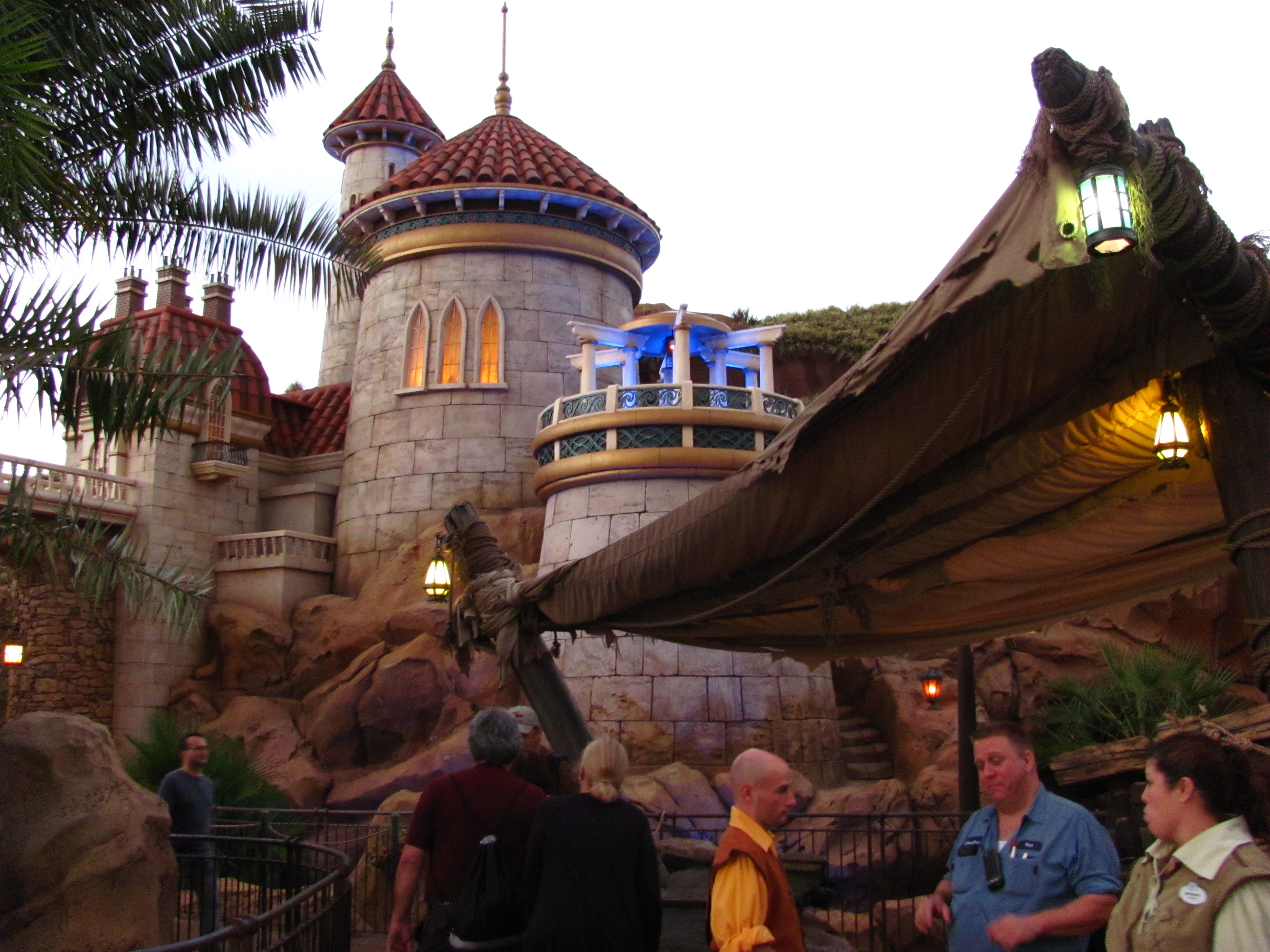
A atração no escuro da Fantasyland The Little Mermaid: Ariel's Undersea Adventure

Com a conclusão da New Fantasyland, Storybook Circus e Enchanted Forest, o Magic Kingdom Park agora cobre 133 acres.
Foi incluído uma nova atração no escuro, tematizada com o filme da Disney de 1989 A Pequena Sereia, que originalmente foi aberto no Disney California Adventure. Há também uma área temática do filme da Disney de 1991 A Bela e a Fera, contando com o Castelo da Fera com uma nova experiência de refeições no Be Our Guest Restaurant (oferecendo almoços de serviço rápido e jantares com serviço de mesa) bem como a Taverna do Gastão e a Casa da Bela. Esta porção da New Fantasyland foi inaugurada oficialmente em 6 de dezembro de 2012. O Snow White's Scary Adventures foi removido para dar lugar ao Princess Fairytale Hall, um local para encontro com personagens. Em 28 de maio de 2014, outra parte da New Fantasyland que contém atrações cujo tema é  Branca de Neve e os Sete Anões, contando com a casa da Branca de Neve e a montanha-russa Seven Dwarfs Mine Train.

### Tomorrowland
A Tomorrowland situa-se em uma cidade intergalática, um conceito de futuro da década de 1950 com foguetes, OVNIs, robôs etc. Nas palavras de Walt Disney: "O amanhã pode ser uma era maravilhosa. Nossos cientista hoje estão abrindo a porta para a era espacial para feitos que beneficiarão nossos filhos e as gerações que estão por vir. As atrações da Tomorrowland foram projetadas para dar a você uma oportunidade de participar em aventuras que são um modelo de vida de nosso futuro." As atrações mais clássicas são a Space Mountain, Walt Disney's Carousel of Progress, Astro Orbiter, Tomorrowland Transit Authority PeopleMover e a Tomorrowland Speedway. Outras atrações atuais são o Stitch's Great Escape, Buzz Lightyear's Space Ranger Spin, e Monsters, Inc. Laugh Floor. Em 2015 foi lançado filme da Disney baseado nesta terra, de mesmo nome.

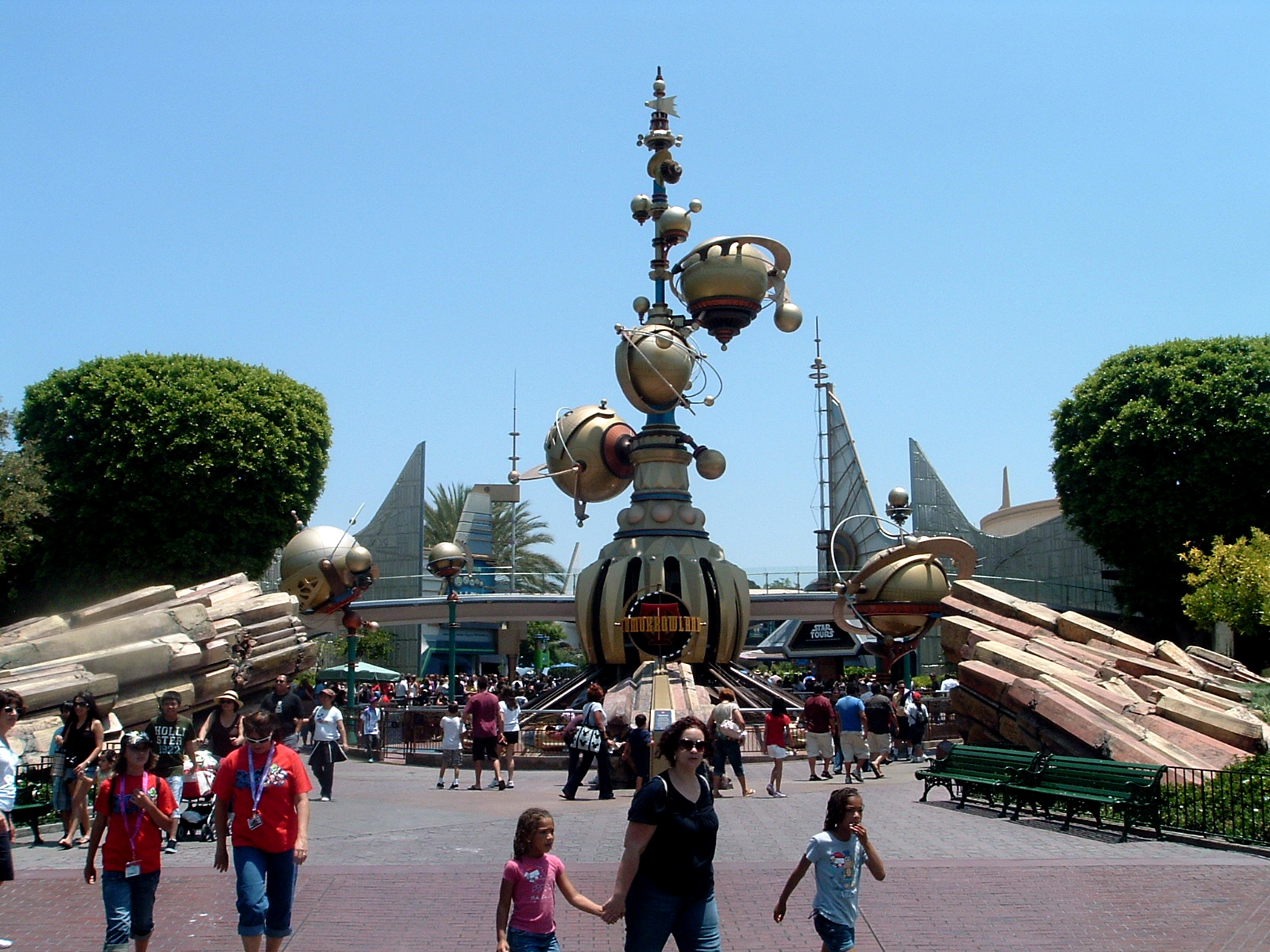
Tomorrowland

#### Atrações de Tomorrowland
- Buzz Lightyear's Space Ranger Spin
- Monsters, Inc. Laugh Floor
- Stitch's Great Escape!
- Astro Orbiter
- Space Mountain (Magic Kingdom)
- Tomorrowland Speedway
- Tomorrowland Transit Authority
- Walt Disney's Carousel of Progress
- TRON Lightcycle / Run

## Transporte e Centro de Ingressos

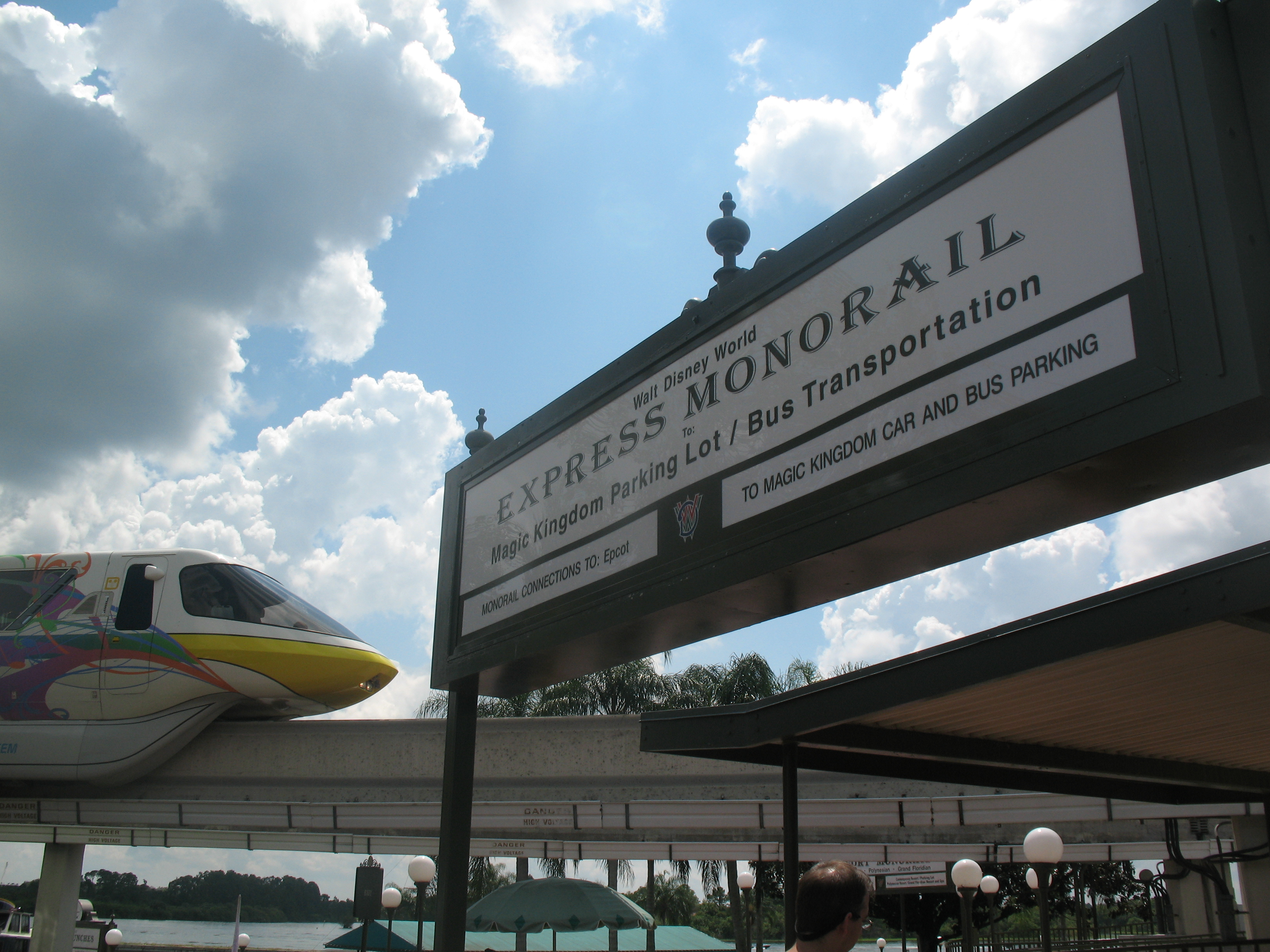
O monotrilho é uma das duas formas de ir do estacionamento para o parque

O Magic Kingdom situa-se mais de 1 km de seu estacionamento, do lado oposto do Seven Seas Lagoon. Na chegada, os visitantes são levados por trenzinhos ao Transportation and Ticket Center (TTC), que vende ingressos para os parques e fornece conexões por todo o complexo de resorts. Ele também possui uma pequena loja de lembranças e uma central de achados e perdidos para todos os quatro parques temáticos.
Para chegar ao parque, os visitantes devem usar o Walt Disney World Monorail System, os barcos Staten Island-style, ou ônibus, dependendo da localização de seu hotel. Os três hotéis mais pertos do Magic Kingdom, Disney's Contemporary Resort, Disney's Polynesian Resort, e Disney's Grand Floridian Resort and Spa, usam a balsa ou o sistema de monotrilho para ir ao Magic Kingdom. Os visitantes do Disney's Wilderness Lodge e Disney's Fort Wilderness Campground podem pegar os barcos para as docas do Magic Kingdom. Os outros hotéis tomam ônibus para viajar ao parque. Os três barcos são pintados em cores diferentes e são chamados de executivos passados das Disneys: o General Joe Potter (azul), o Richard F. Irvine (vermelho) e o Admiral Joe Fowler (verde). A volta principal do monotrilho possui duas faixas. A faixa externa é uma rota direta sem paradas entre o TTC e o Magic Kingdom, enquanto a faixa interna possui paradas adicionais no Disney's Contemporary Resort, Disney's Polynesian Resort, e Disney's Grand Floridian Resort & Spa. O Epcot é acessível por uma linha de monotrilho que foi incluída na abertura do parque em 1982.

## Público
| 2008       | 2009       | 2010       | 2011       | 2012       | 2013       | 2014       | Posição mundial |
| ---------- | ---------- | ---------- | ---------- | ---------- | ---------- | ---------- | --------------- |
| 17 063 000 | 17 233 000 | 16 972 000 | 17 142 000 | 17 536 000 | 18 588 000 | 19 332 000 | 2               |

## Filme planejado
Marc Abraham e Eric Newman da Strike Entertainment foram convocados para produzir o filme. O produtor-roteirista Ronald D. Moore havia anteriormente escrito um roteiro original para o projeto, que o estúdio posteriormente rejeito, afirmando que Favreau e um novo roteirista iriam desenvolver um novo roteiro. Em 20 de junho de 2011, o novelista Michael Chabon assinou para escrever o roteiro do filme. Em 2014, Favreau está atualmente dirigindo a adaptação de 2015 de The Jungle Book, mas ele expressou interesse em participar do projeto.